# Teraz (utwór muzyczny)
Teraz – utwór zespołu Ira pochodzący z siódmego studyjnego albumu radomskiej grupy Ogień. Kompozycja została zamieszczona na drugiej pozycji, trwa 4 minuty i 1 sekundę i jest jednym z najdłuższych utworów znajdujących się na krążku.
Tekst utworu napisał manager grupy Mariusz Musialski. Utwór opowiada o tym aby w życiu liczyć tylko na siebie i własne umiejętności, że to właśnie „teraz” nadszedł ten właściwy czas. Początek utworu rozpoczyna się ostrym gitarowym riffem, po czym w zwrotce łagodnieje do stopnia niemalże „balladowego” (bowiem słychać jest grę na gitarze akustycznej Sebastiana Piekarka), aby w refrenie powrócić do ostrego brzmienia. Utwór posiada także krótką solówkę gitarową w wykonaniu gitarzysty Marcina Bracichowicza. Kompozytorem utworu jest basista grupy Piotr Sujka.
Utwór bardzo często pojawiał się na trasie promującej płytę Ogień. Obecnie utwór powrócił do koncertowej setlisty i jest grany w miarę często na koncertach.

## Twórcy
- Artur Gadowski – śpiew, chórki
- Wojciech Owczarek – perkusja
- Piotr Sujka – gitara basowa, chór
- Sebastian Piekarek – gitara, chór
- Maciej Gładysz – gitara
- Marcin Bracichowicz – gitara

Muzycy sesyjni
- Łukasz Moskal – instrumenty perkusyjne
- Marcin Trojanowicz – programowanie

Produkcja
- Nagrań dokonano: sierpień 2003 – luty 2004 w Studio K&K w Radomiu
- Produkcja: Mariusz Musialski („El mariachi Management”)
- Produkcja muzyczna: Sebastian Piekarek, Marcin Trojanowicz
- Realizacja nagrań: Marcin Trojanowicz
- Mix: Marcin Trojanowicz
- Mastering: Grzegorz Piwkowski
- Aranżacja: Piotr Sujka
- Tekst utworu: Mariusz Musialski
- Projekt oraz pomysł okładki, multimedia: Twister.pl
- Zdjęcia: Rafał Masłow
- Wytwórnia: BMG Poland